# Georgij Apollonovič Gapon
Georgij Apollonovič Gapon, in russo Георгий Аполлонович Гапон? (Beliki, 17 febbraio 1870 – Ozerki, 10 aprile 1906), è stato un presbitero e politico russo.
Pope della Chiesa ortodossa russa, fu un popolare e controverso leader del movimento operaio prima e durante la Rivoluzione del 1905. Ritenuto un agente provocatore dell'Ochrana, fu ucciso da militanti social-rivoluzionari.

## Biografia

### Giovinezza

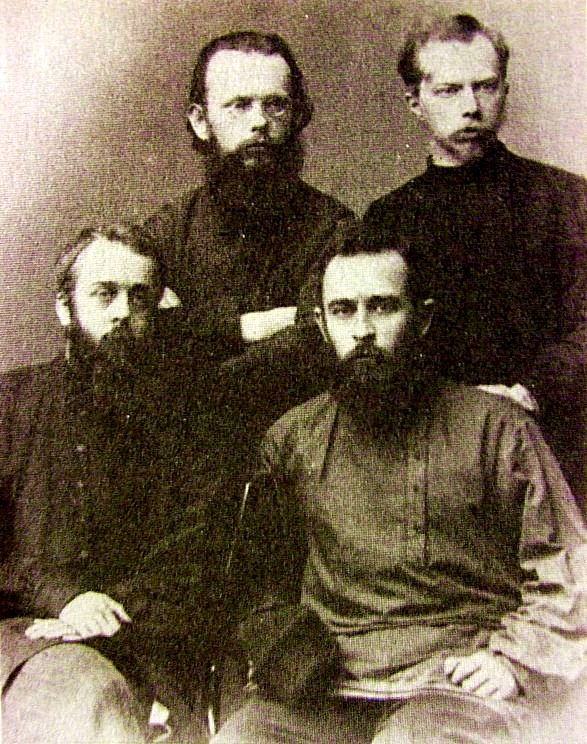
Tregubov, il primo a sinistra

Gapon nacque a Beliki, un villaggio disteso lungo le rive del fiume Vorskla, nella provincia di Poltava, in un paesaggio dell'Ucraina che egli definisce « l'Italia russa », dalle colline coronate di boschi di querce, di pioppi e d'alberi d'ogni specie. Nella zona erano ancora vivi i racconti delle battaglie sostenute dai cosacchi contro i Tartari, che alimentavano la fantasia di questo primo figlio del cosacco Apollon Fëdorovič e di una contadina analfabeta.
Gapon descrive il padre, nato intorno al 1835, come un uomo buono - « esempio unico nel suo ambiente, non frustò mai i suoi figli » - onesto e amante della terra. La madre, nata nel 1845, una donna autoritaria ma di buon cuore, era molto religiosa: sembrava « un'anima piena di bontà che si dibatteva, come un uccello catturato, nella rete del formalismo religioso ». Fu lei per prima a influenzare la scelta di vita ecclesiastica del giovane Georgij.
Dopo i primi studi nella scuola del villaggio, nel 1882 Gapon entrò nel seminario di Poltava. Qui, tra gli altri, ebbe per maestri Ivan Tregubov e Isaak Fejnerman, due seguaci di Tolstoj, che gli fecero conoscere la sua Analisi della teologia dogmatica, un testo proibito nel quale il grande scrittore descrive la Chiesa ortodossa formata da una gerarchia di qualche dozzina di arcipreti e metropoliti « fuorviati e poco istruiti », che tengono « nella più mostruosa e servile sottomissione » migliaia di preti « occupati a ingannare e a spogliare il popolo col pretesto di amministrare non si sa quale sacramento ».
Gli scritti di Tolstoj esercitarono - scrive Gapon - un durevole influsso: « Per la prima volta vidi chiaramente che l'essenza della religione non risiede nelle forme esteriori ». Alla fine dei corsi, nel 1893, Gapon, ormai convinto di « non essere adatto alla vita ecclesiastica », non si presentò a sostenere l'esame di teologia, giustificandosi con un presunto stato di malattia e cercando di ottenere egualmente un voto positivo. Gli fu concesso il diploma ma con una nota di demerito che lo dichiarava indegno del titolo di pope.

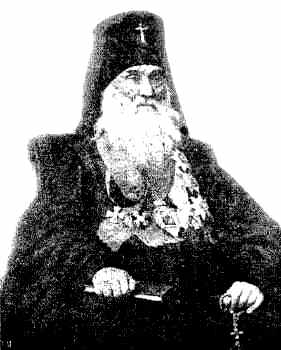
Il vescovo Illarion

Gapon visse a Poltava dando lezioni private e progettando di entrare nella facoltà di medicina. Conobbe Vera, figlia di un ricco commerciante, la quale aveva relazioni tra i rivoluzionari senza però « distaccarsi dallo spirito religioso attinto nella propria famiglia ». La ragazza lo convinse - afferma Gapon - che essere prete, più che medico, avrebbe favorito il suo desiderio di essere vicino ai diseredati.
Si sposarono nel 1894 malgrado l'opposizione dei genitori della donna. Determinante fu il sostegno del vescovo di Poltava, Illarion, che lo ordinò diacono e poi, nel 1895, prete, affidandogli la chiesa del cimitero della città. Nelle sue funzioni, Gapon si dimostrò predicatore di talento, e si distinse per il suo disinteresse dagli altri preti, usi a esigere anche dai contadini più poveri denaro e regali. Vera morì prematuramente nel 1898, lasciandogli i due figli Marija e Aleksej. Alcuni « fenomeni misteriosi » che seguirono alla morte della moglie convinsero Gapon della realtà della predestinazione e dell'esistenza di « relazioni occulte tra i vivi e i morti ».
Gapon si trasferì a San Pietroburgo per entrare nell'Accademia di Teologia con l'appoggio del vescovo Illarion. Nello stesso tempo, essendo poco interessato agli aridi studi teologici, accolse l'invito del vescovo Beniamin di predicare in una parrocchia operaia e dopo un anno ottenne un congedo dall'Accademia per potersi trasferirsi in Crimea, dichiarando di aver bisogno di recuperare la salute. Lì conobbe il pittore Vereščagin e lo scrittore Džanšiev che gli consigliarono di lasciare la tonaca. Džanšiev ne ha lasciato un ritratto: « Gli piaceva cantare, soprattutto i canti di Ševčenko, del quale amava anche leggere le opere ad alta voce [...] era sensibile [...] dolce, amabile, ma nello stesso tempo vivace, determinato, impulsivo e orgoglioso. Gli piacevano molto le lodi ».

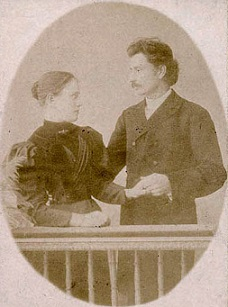
Gapon e la moglie Aleksandra

Ristabilito, nel novembre del 1899 tornò a Pietroburgo per riprendere gli studi nell'Accademia teologica, e l'anno dopo Vladimir Sabler, il procuratore aggiunto del Santo Sinodo, gli offrì di predicare nella chiesa di Maria misericordiosa, situata nell'isola Vasilevskij e frequentata soprattutto dagli operai del porto. Gapon fu colpito dall'aspetto degli abitanti del quartiere, dai « loro passi pesanti, i loro corpi magri, le loro facce terree dai toni cadaverici », dalle file dei disoccupati alle porte delle fabbriche, nella speranza che si liberasse un posto.
Propose allora di costituire una società operaia di mutuo soccorso, ma Sabler si oppose, nominandolo però predicatore degli orfanotrofi della Croce Blu e di Santa Olga. Il suo interesse per le condizioni dei miseri inquietò la polizia e un giorno fu convocato dal governatore Klejgel's, al quale Gapon espose i suoi progetti di costruzione di case di lavoro e di colonie agricole per « dare agli infelici un rimedio morale che li conduca a una vita onesta e degna ».
Kleigel's approvò le buone intenzioni ma non diede seguito ai suoi progetti. Nel 1901 Gapon s'iscrisse alla Società di filosofia religiosa, fondata dal metropolita Anton, divenne direttore dell'asilo della Croce Blu e chiese alla direzione dell'Accademia teologica, nella quale frequentava ora il terzo anno di corso, un congedo di un anno. Gli venne rifiutato, così come furono rifiutate le sue proposte di riforma dell'asilo della Croce Blu, e il senatore Aničkov, presidente del comitato degli asili di Pietroburgo, lo denunciò all'Ochrana quale pericoloso sovversivo.
Furioso, Gapon si ritirò a Poltava conducendo con sé l'allieva Aleksandra Uzdalëva, una ragazza di 17 anni con la quale visse da allora maritalmente e che gli diede due figli. Si rese presto conto di aver commesso un errore lasciando la capitale e tornò a Pietroburgo. Interrogato dall'Ochrana, non gli furono mossi appunti e l'Accademia teologica lo ammise al quarto e ultimo anno, previo superamento degli esami arretrati, condizione che Gapon soddisfece nell'ottobre del 1902. Il mese dopo Sergej Zubatov, il capo della polizia politica di Pietroburgo, gli chiese un incontro.

### Gapon, Zubatov e l'Ochrana

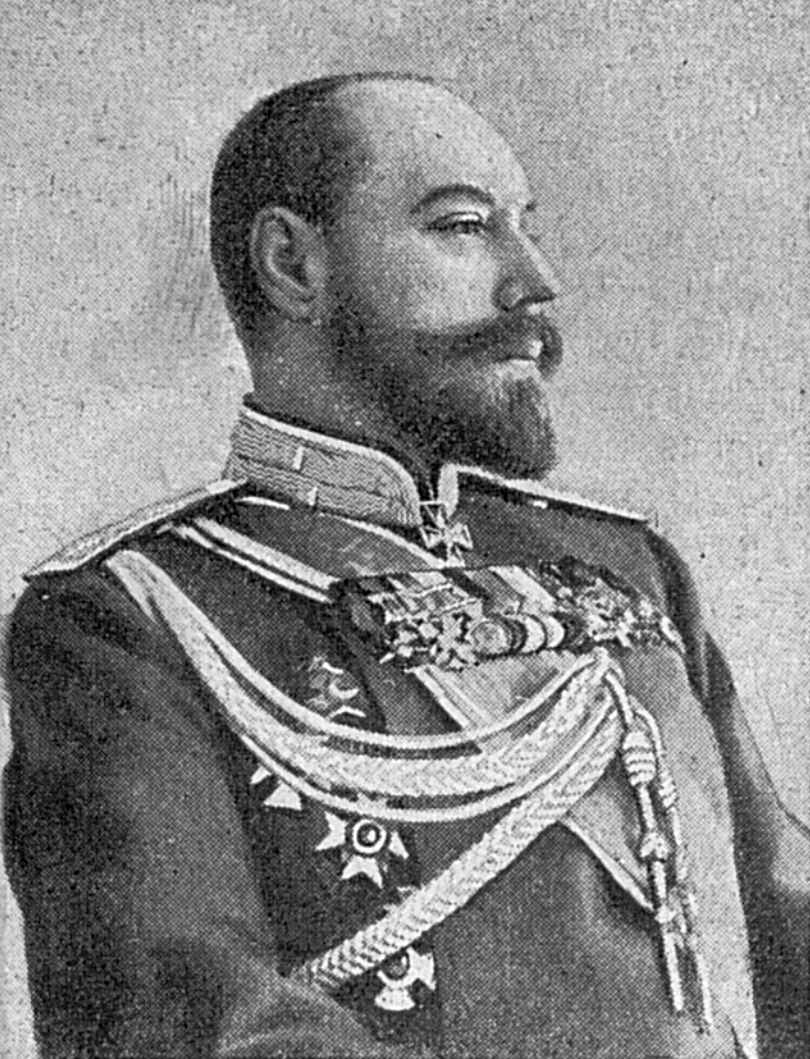
Dmitrij Trepov

Zubatov è il fondatore di quello che sarà chiamato il « socialismo di polizia ». Allo scopo di sottrarre gli operai all'influsso dell'agitazione e della propaganda socialista, con l'approvazione del capo della polizia Dmitrij Trepov aveva fondato a Mosca, nel maggio del 1901, una Società di mutuo soccorso degli operai della produzione meccanica, poi in luglio, a Minsk, il Partito operaio ebreo indipendente, in ottobre il Consiglio degli operai della produzione meccanica di Mosca, e nell'agosto del 1902, a Pietroburgo, una società operaia analoga a quella moscovita.
Zubatov spiegò a Gapon il suo punto di vista. L'autocrazia era un bene, perché lo zar « domina tutte le classi. Librandosi a un'altezza morale, indipendente da tutta la società, egli ha la funzione di bilancia dei poteri ». Gli operai possono perciò organizzarsi per bilanciare il maggior potere delle classi superiori, come desidera, a dire di Zubatov, l'autocrate di tutte le Russie. Potrebbe anche essere desiderabile un regime costituzionale, come avrebbe suggerito Gapon, ma Zubatov non poteva ammettere « la commistione degli studenti e degli altri intellettuali nel movimento operaio » e avrebbe preferito che gli operai fossero organizzati da un uomo come Gapon.
Gapon si recò a Mosca a visitare la società operaia creata da Zubatov. Un giornalista che un tempo vi aveva tenuto conferenze gli aprì gli occhi su quella trappola organizzata dalla polizia: nella società erano presenti agenti che individuavano e poi arrestavano gli operai che parlavano e si lamentavano troppo. Anche i preti che operavano nell'organizzazione svolgevano la stessa funzione: peggiori ancora dei poliziotti « che catturano solo i corpi delle loro vittime, questi preti attentano alla libertà delle anime. Sono i veri nemici delle classi oppresse ».

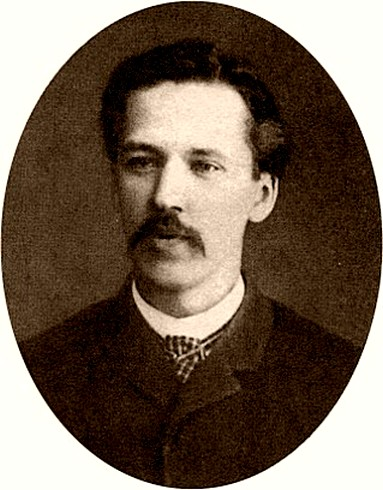
Sergej Zubatov

Collaborare con conoscenza di causa all'opera di Zubatov sarebbe « non solo immorale ma criminale », scrisse Gapon, che, senza però rompere i rapporti con Zubatov, si adoperò per costituire una propria organizzazione. Nel maggio del 1903, con cinque operai della società di Pietroburgo fondata da Zubatov, Gapon costituì un comitato segreto con l'intenzione di trasformarla, esercitandovi « un'influenza tale che gli sforzi della polizia politica per farne un arco rampante dell'autocrazia sarebbero stati paralizzati ».
Egli avrebbe finto di prestare appoggio « ai servi dell'autocrazia » per poter godere di quella libertà necessaria per organizzare gli operai, dapprima in una società sotto la protezione della polizia, « trasformandola poi, a poco a poco, orientandola verso fini più larghi ». I suoi uomini avrebbero finito con l'avere in essa la parte dirigente, e Gapon avrebbe avuto a disposizione, « quando fosse venuto il momento critico, uno stato maggiore pronto a condurre il popolo verso i suoi destini ».
Gapon scrisse queste parole nel 1905, « con il senno di poi » in una situazione politica profondamente mutata, e non è credibile che egli, due anni prima, fosse ostile all'autocrazia e avesse concepito un piano così machiavellico con una visione politica tanto lucida. Più probabilmente, per vanità, ambizione e desiderio d'azione politica, ma con una sincera volontà di soccorrere i bisogni dei più derelitti, in quel momento egli voleva agire sottraendosi, per quanto possibile, alla tutela delle autorità che pure lo finanziavano, ma senza avere un piano preciso e una chiara idea delle prospettive che potevano aprirsi al suo movimento.
Intanto, a maggio Gapon si era laureato all'Accademia di Teologia, mentre Zubatov in agosto era caduto in disgrazia. Era accaduto che la sua organizzazione di Odessa aveva proclamato a luglio uno sciopero tale da mettere in crisi tutta la città, e di conseguenza il suo dirigente Ṡaevič era stato arrestato. Il ministro Pleve, a motivo dei legami di Zubatov con Ṡaevič, lo cacciò da Pietroburgo, confinandolo a Vladimir. Pur riabilitato l'anno dopo, alla morte di Pleve, la stella politica di Zubatov era definitivamente tramontata.
Gapon proseguì le sue iniziative. L'11 settembre 1903 aprì a Pietroburgo, in via Orenburg 23, una sala da tè, aperta tutti i giorni per raccogliervi operai ai quali predicava la lotta all'alcolismo e organizzava conferenze e riunioni periodiche, che si concludevano con una preghiera comune. Alle pareti erano affisse icone e ritratti dello zar, e i poliziotti, che non mancavano di frequentarla, stilavano rapporti favorevoli.

### L'Assemblea degli operai russi

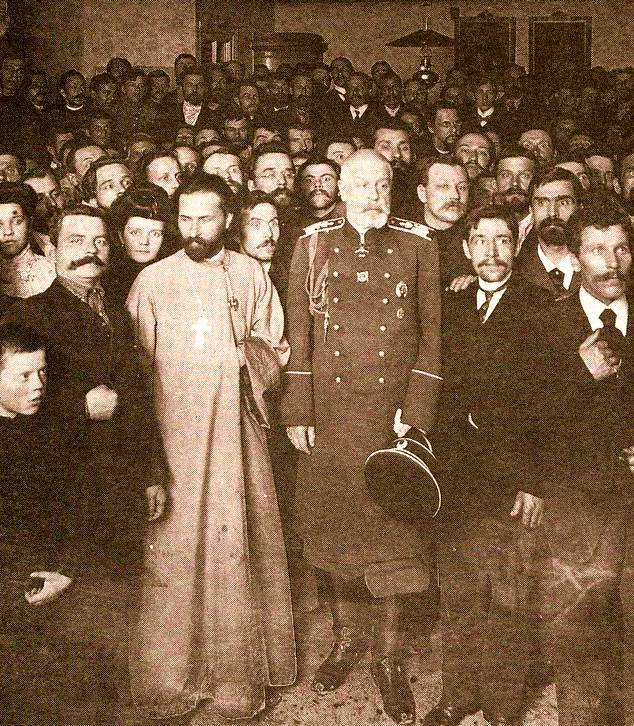
Inaugurazione della sezione dell'Assemblea nel quartiere Kolomna. In primo piano Gapon e il governatore di Pietroburgo Fullon.

Ma il progetto più importante era l'organizzazione del movimento operaio di Pietroburgo. Ripresa l'idea di Zubatov, in novembre la comunicò al governatore Klejgel's, che trasmise al ministro Pleve lo statuto dell'Assemblea degli operai russi di fabbrica e d'officina elaborato da Gapon. Pleve vide nel pope il miglior continuatore del socialismo poliziesco di Zubatov e il 28 febbraio 1904 lo statuto fu approvato dal governo.
L'Assemblea intendeva contribuire al miglioramento delle condizioni di vita dei lavoratori, fornire ai suoi membri la possibilità di « passare il tempo libero in modo sobrio e ragionevole », di risvegliare e rinforzare in loro la « coscienza nazionale russa ». Per raggiungere questi obiettivi, l'Assemblea avrebbe tenuto riunioni settimanali in cui si sarebbero discussi i bisogni degli iscritti. Si sarebbero formati circoli musicali, organizzati concerti e conferenze, create biblioteche e sale di lettura. Per andare incontro alle necessità economiche delle famiglie operaie si sarebbero creati magazzini cooperativi, e fu previsto anche un fondo per le spese funerarie.
Nello statuto non si parlava di diritti sindacali e politici, e un comma apposito, imposto da Pleve, faceva esplicito divieto di utilizzare i fondi dell'Assemblea per aiutare eventuali scioperanti. Pleve pretese altresì che le conferenze tenute ai lavoratori sulla questione operaia, così come le sale di lettura e le biblioteche, fossero sorvegliate dalla polizia.
Membri a pieno titolo dell'Assemblea potevano essere solo operai russi di entrambi i sessi, o almeno di origine russa, purché sudditi russi e di confessione cristiana. A capo dell'Assemblea era costituito un « consiglio di responsabili », che a sua volta eleggeva per tre anni il proprio rappresentante che doveva essere confermato dal governatore di Pietroburgo. Naturalmente Gapon venne eletto rappresentante dell'Assemblea. Del consiglio dei responsabili furono eletti gli operai Vasil'ev, presidente; Karelin, tesoriere; Kuzin, segretario; Varnašëv e pochi altri.
Con Vasil'ev, Karelin, Kuzin e Varnašëv Gapon costituì un "comitato segreto" o "stato maggiore" dell'Assemblea, che si riuniva nel suo appartamento per discutere la strategia del movimento e definire le prossime rivendicazioni, senza darne pubblicità agli altri membri dell'organizzazione. Tra i primi progetti, sarebbero stati discussi i modi per aumentare i diritti dei lavoratori, alleviare la loro miseria e contrastare l'oppressione del padronato nelle fabbriche.

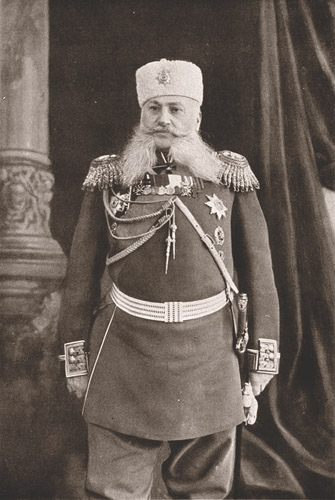
Il governatore Klejgel's

Benché le organizzazioni socialdemocratiche operanti illegalmente nella capitale denunciassero l'Assemblea come creazione della polizia politica, diffidando i loro aderenti dal farne parte, nell'Assemblea entrarono diversi elementi della socialdemocrazia, in parte perché conquistati dalla forza di attrazione esercitata dalla figura di Gapon e in parte perché credevano nella possibilità d'influenzare con le proprie idee la massa operaia spoliticizzata che la costituiva. Fu il caso del Gruppo di Karelin, già operante nell'isola Vasil'evskij, così detto dalle figure di Aleksej Karelin e di sua moglie Vera Karelina, due bolscevichi dissidenti.
Come già disse Karelin alla fine del 1903, Gapon, benché in relazione con l'Ochrana, non era un provocatore e sarebbe potuto diventare un rivoluzionario « se alcuni gruppi di lavoratori politicamente coscienti si uniranno a lui dandogli il loro sostegno ». La sua organizzazione avrebbe anche potuto raggiungere la cifra di molte migliaia di aderenti, rendendo « possibile formare un esercito proletario, del quale il governo e i capitalisti dovranno alla fine tener necessariamente conto [...] Siamo convinti che questo piano abbia un futuro ». Analoghe considerazioni svolgeva Vera Karelina, che ebbe la responsabilità del gruppo delle operaie dell'Assemblea. La presenza femminile nell'organizzazione di Gapon era rilevante, senza paragone con le società operaie socialdemocratiche.
In un promemoria indirizzato al capo della polizia Lopuchin Gapon aveva chiarito i criteri ispiratori della nuova organizzazione operaia. A differenza delle società create da Zubatov, nelle quali « la direzione è stata assunta, e nemmeno abilmente, dalla polizia, e dove pertanto il lavoro viene condotto in modo burocratico e poliziesco », nell'Assemblea di Gapon la polizia doveva « ritirarsi in un cantuccio, riservandosi la funzione dell'osservatore attento e del controllore rigoroso », dal momento che nelle presenti condizioni storiche e sociali esisteva « un atteggiamento ostile e diffidente verso qualsiasi buona iniziativa del potere governativo e poliziesco ».
Nello stesso tempo Gapon scrisse a Zubatov, assicurandogli che i lavoratori lo ricordavano tuttora come loro maestro, ma vantando il successo della novità rappresentata dalla nuova organizzazione: « Non nascondo il fatto che l'idea del movimento dei lavoratori è tua, ma voglio sottolineare che ora si è rotto il rapporto con la polizia, che la nostra causa è giusta, che la polizia può solo controllarci, ma non tenerci al guinzaglio ».

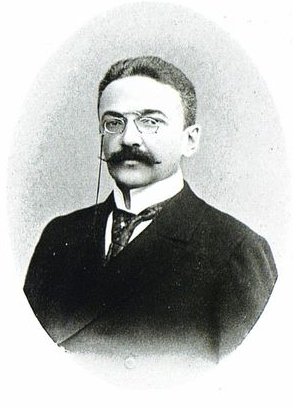
Aleksej Lopuchin

Le quote d'iscrizione degli operai non bastavano a finanziare le attività dell'organizzazione e l'Ochrana contribuì con 6.000 rubli. Altri fondi giunsero dal Ministero degli Interni. Dell'imbarazzante fonte di quei finanziamenti Gapon affermò di non essere preoccupato: di fatto « quel denaro era stato preso dalle tasche del popolo e io non facevo altro che restituirlo ai loro veri proprietari ». Eminenti personalità della reazione appoggiarono l'iniziativa di Gapon: il pope Ornatskij, presidente della Società per la diffusione dell'istruzione, il quotidiano sciovinista « Moskovskie Vedomosti » di Gringmut e il generale Bogdanovič, entrambi legati ai Cento Neri.
Lo zar, il governo e la polizia erano molto soddisfatti. In ogni riunione dell'organizzazione di Gapon veniva intonato il « Dio salvi lo zar », le norme dello statuto erano rigorosamente rispettate e il nuovo governatore di Pietroburgo Fullon poteva scrivere al ministro Pleve che l'Assemblea « costituisce un fermo baluardo contro la penetrazione delle idee socialiste nell'ambiente operaio ». In considerazione di ciò, il 3 giugno 1904 Pleve autorizzò l'apertura di sezioni dell'Assemblea nei diversi quartieri della capitale.
Il 13 giugno fu inaugurata la prima sezione presso la porta di Narva. Vi s'iscrissero più di 700 operai delle officine Putilov, la maggiore industria della capitale, che sorgeva nei pressi e impiegava 15.000 lavoratori. Fu finanziata, come al solito, dalla polizia e dall'Ochrana, e anche dalla direzione delle Putilov. Del resto lo zar, in un suo telegramma di felicitazioni, aveva ricordato con nostalgia il tempo in cui « esistevano relazioni patriarcali tra operaio e padrone ».

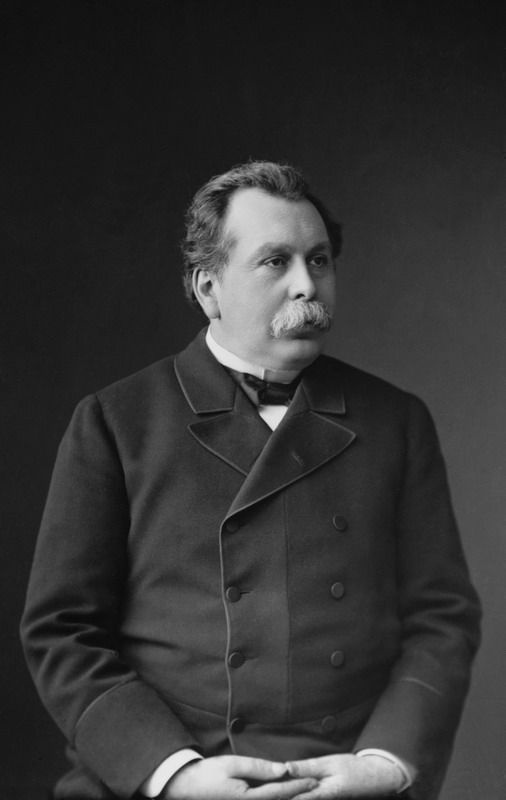
Vjačeslav Pleve

Gapon cercò di estendere l'organizzazione anche fuori di Pietroburgo. Il 2 luglio andò a Mosca per trasformare quanto restava delle vecchie società zubatoviste in appendici dell'Assemblea, ma trovò l'opposizione del governatore, il granduca Sergej. Analoghi tentativi, compiuti a Char'kov, Kiev e Poltava, fallirono per il mancato appoggio delle autorità locali. La notizia dell'assassinio di Pleve, il 28 luglio, lo riportò a Pietroburgo. Il 14 agosto guidò una delegazione di operai che depositarono una corona di fiori sulla sua tomba, avendone ammirato « la forte volontà, l'energia a tutta prova e la viva intelligenza », salvo ricordarlo nelle Memorie come il soffocatore e il persecutore di « ogni tendenza del popolo russo alla libertà ».
A Pleve succedette Svjatopolk-Mirskij, un « reazionario meno reazionario degli altri » e perciò in fama di ministro liberale. La speranza di riforme suscitata dalla sua nomina coinvolse anche l'Assemblea: l'11 dicembre venne approvata la proposta di presentare una petizione allo zar, ma Gapon prese tempo.
A dicembre, mentre le organizzazioni operaie socialdemocratiche di Pietroburgo, ostili all'autocrazia e operanti nell'illegalità, erano divise in fazioni e contavano meno di mille membri, l'Assemblea di Gapon raggiunse la sua massima espansione: ne facevano parte molte migliaia di operai che frequentavano, oltre alla casa madre di via Orenburg, altre dieci sezioni aperte a Pietroburgo, più un'undicesima a Sestroreck, cittadina vicina alla frontiera finlandese. Nel frattempo, contrariamente a quanto previsto dallo statuto, erano entrati a farne parte anche lavoratori polacchi, finlandesi ed ebrei. Nelle riunioni non si cantava più « Dio salvi lo zar » e le autorità avevano cominciato a preoccuparsi.
Il 19 dicembre il capo della polizia Lopuchin dipinse al ministro Svjatopolk-Mirskij un quadro preoccupante. Nelle campagne erano sempre più frequenti le rivolte contadine, che incendiavano e saccheggiavano le proprietà signorili ed erano più sensibili alla propaganda sovversiva. Già nel 1902 il ministro Pleve aveva mostrato preoccupazione per le tendenze rivoluzionarie presenti nel paese, esprimendo la convinzione che « per fermare la rivoluzione » fosse necessaria « una piccola guerra vittoriosa ». Di qui era nata l'avventura della guerra contro il Giappone, ma ora il suo pessimo andamento alimentava lo scontento e il 24 dicembre il presidente Vitte sollecitò lo zar a concedere qualche riforma. Nicola II rifiutò: « Non darò mai il mio consenso a una forma di governo rappresentativo, perché lo considero nocivo alla carica che Dio mi ha dato verso il popolo ».

### Lo sciopero generale

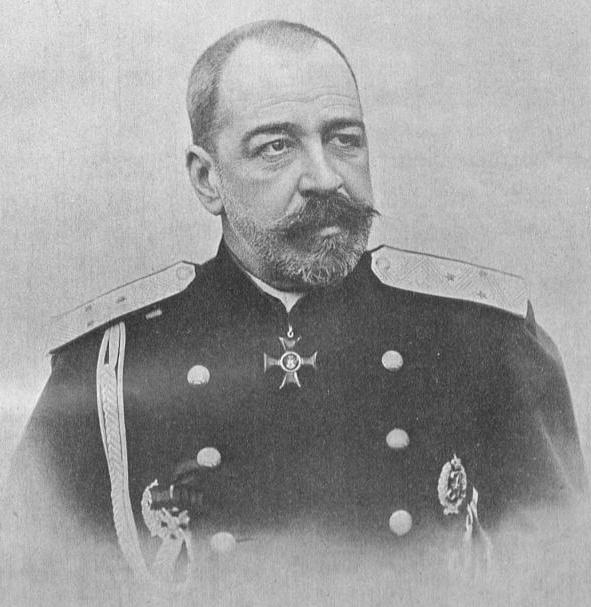
Pëtr Svjatopolk-Mirskij

Smirnov, il direttore delle officine Putilov, che già in ottobre aveva ritirato il suo appoggio all'Assemblea fondando una propria società operaia di mutuo soccorso con la benedizione di padre Ornatskij, licenziò su segnalazione del caporeparto Tetjavkin quattro operai aderenti all'Assemblea, che prese le loro difese. Il 3 gennaio 1905, corrispondente al 21 dicembre del calendario Giuliano allora in vigore in Russia, Gapon ne chiese la riassunzione all'ispettore del lavoro Čižov, uomo legato all'Ochrana, che rifiutò. Il 9 gennaio si tenne in una sezione dell'Assemblea un'infuocata riunione di operai della Putilov. Si diceva che l'organizzazione era legata alla polizia, ricordarono a Gapon, ed era venuto il momento di smentire con i fatti tale « fama immeritata ». Gapon, per non essere sorpassato dall'iniziativa degli operai, fu costretto a far proprie le loro rivendicazioni: riassunzione dei quattro compagni, licenziamento del caporeparto a loro ostile e denuncia della situazione intollerabile esistente nelle officine, pena scioperi in tutte le fabbriche di Pietroburgo.
Il 10 gennaio una delegazione guidata da Gapon andò da Smirnov e da Čižov: il primo non la ricevette nemmeno, dal secondo non ottenne nulla. Si recò allora dal governatore Fullon, che promise il suo interessamento. La sera, nella riunione dell'Assemblea, Gapon tenne un discorso infiammato: « Se accettate di solidarizzare con i vostri compagni, allora dovete andare fino in fondo, quale che sia il costo [...] La stessa esistenza della nostra Assemblea dipende dal vostro comportamento. Se vi mostrerete deboli, mi dimetterò e abbandonerò l'Assemblea. Giurate di non cedere! ».
L'11 gennaio una nuova delegazione, guidata questa volta dall'operaio Vasil'ev, si presentò dal direttore Smirnov, che la ricevette soltanto per dire che il loro comportamento era illegale. Gapon andò invece dall'ispettore Čižov, che non intese ragioni, e un successivo nuovo incontro con Smirnov fu egualmente inutile. Il 14 gennaio i dirigenti dell'Assemblea decisero lo sciopero delle officine Putilov e il giorno dopo, domenica 15 gennaio, l'assemblea degli operai della sezione Narva si dichiarò a favore dello sciopero generale degli operai di Pietroburgo.
Lunedì 16 gennaio 12.600 dei 15.000 lavoratori delle officine Putilov entrarono in sciopero. Alcuni operai afferrarono il caporeparto Tetjavkin, lo infilarono in un sacco e lo gettarono sul marciapiede. Smirnov, a seguito di un intervento personale di Vitte, accettò di riassumere due dei quattro operai, ma questa proposta non bastò agli scioperanti. Alla reintegrazione di tutti e quattro i licenziati, gli operai aggiunsero una serie di rivendicazioni, formulate in nove punti:

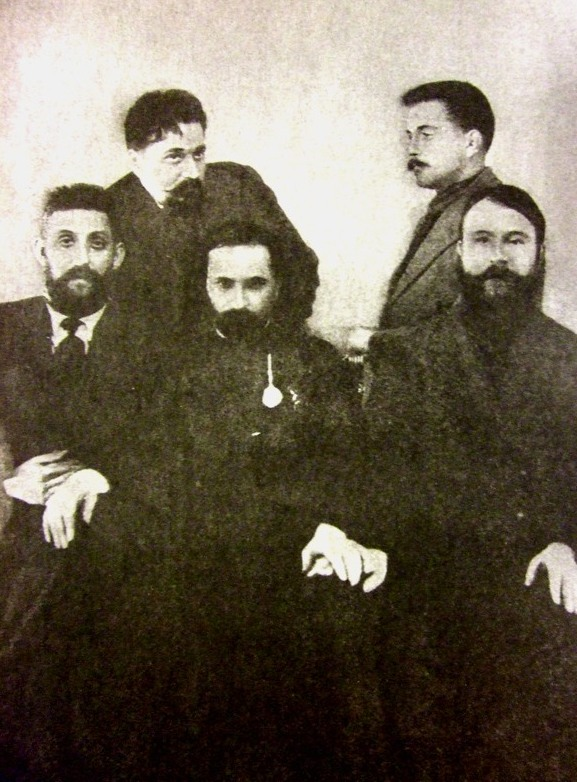
Gapon con gli operai Janov, Klimov, Inozemcev e Filippov

- contrattazione sindacale per stabilire l'importo del salario
- comitato permanente di rappresentanti del padronato e degli operai per dirimere ogni controversia
- giornata lavorativa di otto ore
- salario minimo giornaliero delle operaie di 70 copechi
- salario minimo giornaliero degli operai di un rublo
- divieto del lavoro straordinario senza consenso del lavoratore, e suo importo orario pari al doppio di quello ordinario
- miglioramento della ventilazione delle fonderie
- divieto di punizioni in caso di sciopero
- pagamento delle ore di sciopero

Le richieste furono poi diffuse con volantini nelle fabbriche della città. Lo sciopero era a oltranza: la sera gli operai formarono un comitato e l'Assemblea di Gapon si attivò per raccogliere tutte le risorse necessarie a sostenere materialmente gli scioperanti.
Il 17 gennaio scioperarono a Pietroburgo 15.000 operai. Un nuovo incontro tra una delegazione di operai guidata da Gapon e la direzione delle Putilov non sortì effetto. Gli aumenti salariali avrebbero condotto l'industria alla rovina, sostenne tra l'ilarità generale Smirnov, che rifiutava soprattutto il principio della sindacalizzazione dei lavoratori che l'accettazione dei nove punti avrebbe comportato. Mentre il governo taceva, il governatore Fullon dichiarò di non poter essere intermediario tra le controparti e nell'assemblea serale, di fronte alla situazione di stallo venutasi a creare, Gapon riprese l'idea di presentare una petizione allo zar.

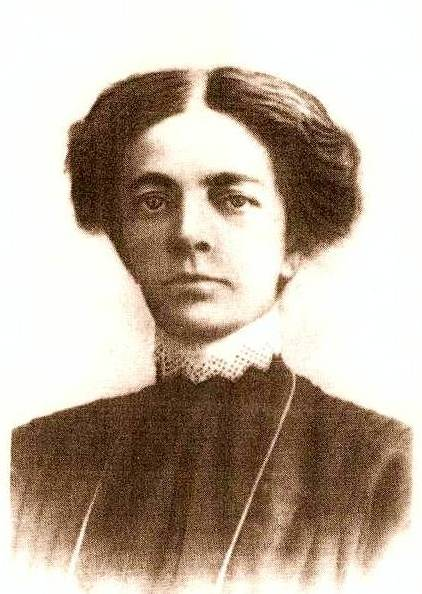
Ekaterina Kuskova

Il 18 gennaio la protesta si estese ancora: 26.000 erano i lavoratori in sciopero. Una nuova delegazione di operai con alla testa Gapon incontrò Čestakov, il presidente del gruppo delle aziende controllate dalla Putilov. Questi spiegò che una parte delle loro richieste non aveva un supporto legislativo e per altre occorreva ottenere il preliminare consenso di tutti gli azionisti del gruppo. Infine, Čestakov dichiarò di poter intavolare trattative solo dopo la ripresa del lavoro, minacciando altrimenti la serrata delle aziende.
Quel giorno gli industriali di Pietroburgo incontrarono il ministro delle Finanze Kokovcov. Furono tutti d'accordo nel respingere le richieste dei lavoratori e il ministro indirizzò una nota al ministro degli Interni, definendo « estremamente pericolosa » la situazione a Pietroburgo, e un'altra allo zar, nella quale giudicava necessario utilizzare la forza per porre fine allo sciopero. In assemblea, Gapon chiamò alla resistenza e rilanciò ancora una volta la proposta della petizione a Nicola II: « Lo zar non conosce i nostri bisogni. Andiamo a dirglieli ».
Il 19 gennaio, corrispondente al 6 gennaio del calendario giuliano, era giorno festivo. Nella sua casa Gapon incontrò alcuni intellettuali liberali, Sergej Prokopovič, Ekaterina Kuskova, Vasilij Bogučarskij-Jakovlev e un giornalista inglese, ai quali chiese di redigere il progetto di petizione. A Varnašev prospettò l'idea di presentare la petizione allo zar con un corteo di tutti i militanti dell'Assemblea, poi si recò dal ministro Svjatopolk-Mirskij, che però si rifiutò di riceverlo. Quella sera, in una riunione generale dei militanti dell'Assemblea, fu approvata a grande maggioranza la proposta di Gapon della marcia al Palazzo d'Inverno, che fu fissata al 22 gennaio.
Durante la notte, Gapon rimaneggiò il testo della petizione che la mattina seguente fu portata in tipografia. Ne furono stampati quindici esemplari: undici per ciascuna sezione dell'Assemblea, una per Gapon, due per i ministri dell'Interno e della Giustizia e una, in carta pregiata, per Nicola II. Quest'ultima, unitamente a una lettera personale di Gapon, che invitava lo zar a recarsi il 22 gennaio al Palazzo d'Inverno per ricevere « l'umile petizione », fu trasmessa alla residenza di Carskoe Selo da due emissari del pope. Della sorte dei due messaggeri, certamente arrestati, non si saprà più nulla.

### La petizione

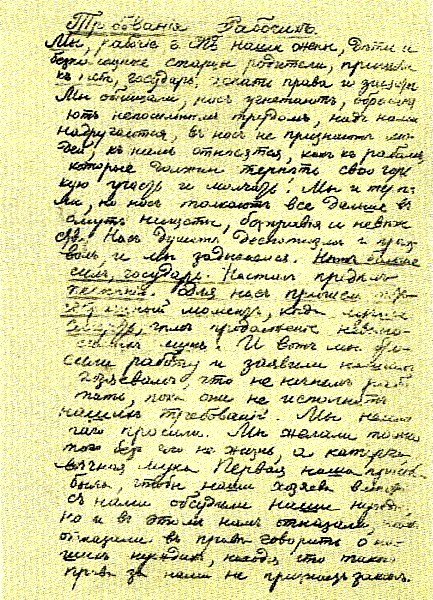
La petizione di Gapon

La petizione si apriva con la descrizione della condizione dei supplici:
Spinti sempre più « nel baratro della miseria, dell'ingiustizia e dell'ignoranza » e soffocati dal dispotismo e dall'arbitrio, era arrivato « il terribile momento in cui è meglio la morte che il prolungamento d'intollerabili sofferenze ». Ricordando il rifiuto di discutere le loro rivendicazioni economiche opposto dai loro padroni, che trovavano illegale persino il diritto alla discussione, la petizione introduceva affermazioni di contenuto politico:
Alla Russia occorreva un'assemblea costituente, in modo che « il popolo si aiuti e si governi da sé ». Nicola II doveva perciò convocare subito « rappresentanti di tutte le classi, di tutte le categorie, così come i rappresentanti degli operai ». Il capitalista e l'operaio, il funzionario e il prete, il medico e il maestro, tutti eleggeranno i loro rappresentanti « con suffragio universale, segreto ed egualitario ».
Seguiva una lista di 17 rivendicazioni pratiche che rappresentavano un programma politico per l'instaurazione di una democrazia quale non esisteva allora in nessun altro paese:
I. Misure contro l'ignoranza e l'assenza di diritti del popolo russo.
- Liberazione di tutti i detenuti per motivi politici, religiosi e sindacali.
- Proclamazione immediata della libertà e dell'inviolabilità della persona, della libertà di parola, di stampa, di riunione e di coscienza in materia religiosa.
- Istruzione pubblica generale e obbligatoria a spese dello Stato.
- Responsabilità dei ministri davanti al popolo.
- Eguaglianza di tutti i cittadini di fronte alla legge.
- Separazione tra Chiesa e Stato.

II. Misure contro la miseria popolare.
- Abolizione delle imposte indirette e loro sostituzione da un'imposta diretta e progressiva.
- Abolizione delle annualità di riscatto, introduzione del credito a basso interesse e progressiva redistribuzione della terra al popolo.
- Le forniture militari per l'esercito e la flotta devono essere assegnate alla Russia e non all'estero.
- Fine della guerra.

III. Misure contro l'oppressione del capitale sul lavoro.
- Abolizione degli ispettori di fabbrica.
- Creazione nelle fabbriche di commissioni permanenti di rappresentanti operai per l'esame, di concerto con l'amministrazione, di tutti i reclami. Divieto di licenziamento senza autorizzazione delle commissioni operaie.
- Creazione delle cooperative operaie di consumo e dei sindacati.
- Giornata di lavoro di otto ore e regolamentazione del lavoro straordinario.
- Diritto di sciopero.
- Salario normale.
- Assicurazione sociale per gli operai gestita dallo Stato.

« Ordina e giura di soddisfare » queste richieste - concludeva la petizione allo zar - « e tu renderai la Russia felice e gloriosa ». Altrimenti, « noi moriremo qui, su questa piazza, davanti al tuo palazzo », poiché erano rimaste solo due strade: « o la libertà e la felicità, o la tomba ». La petizione portava due firme: « G. Gapon, prete, I. V. Vasil'ev, operaio ».

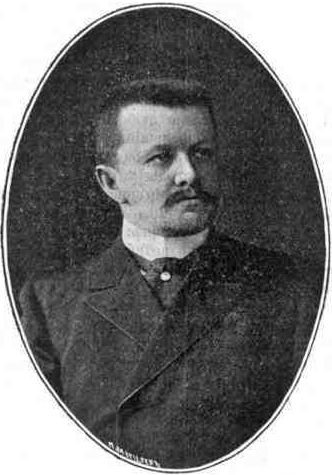
Nikolaj Murav'ëv

La mattina del 20 gennaio, in una Pietroburgo paralizzata dallo sciopero di 130.000 lavoratori, Gapon passò in ogni sezione dell'Assemblea a leggere la petizione, che venne ovunque approvata dalle masse entusiaste degli operai: « la marea umana che lo circondava, soggiogata, aveva l'impressione che si era alla fine, che suonava finalmente l'ora d'essere liberati dalle terribili sofferenze durate secoli », scrisse un testimone oculare, il socialista-rivoluzionario e impiegato delle officine Putilov, Pëtr Rutenberg, divenuto grande amico di Gapon.
Gapon infiammava le folle e nello stesso tempo si preoccupava di non trascinarle in una sommossa: « La manifestazione al Palazzo dev'essere pacifica; nessuno deve portare armi. È essenziale che tutti vedano che non si tratta di una rivoluzione, ma di una processione pacifica verso lo zar ». Occorreva però capire quali fossero le intenzioni del governo. A questo scopo, Gapon aveva mandato un suo collaboratore al ministero degli Interni, che però non fu ricevuto.
Nel primo pomeriggio Gapon si recò dal ministro della Giustizia Murav'ëv, che si mostrò già informato della petizione e della prossima marcia al Palazzo d'Inverno. Murav'ëv esclamò che la petizione rappresentava una minaccia per l'autocrazia, e alla richiesta di Gapon di far in modo che la processione non si trasformasse in una tragedia, rispose ambiguamente: « Io farò il mio dovere ». Una successiva telefonata di Gapon al ministro delle Finanze Kokovcov s'interruppe prima di avere ottenuto risposta: « Da allora, mi aspettai il peggio ».
A tarda sera, Gapon portò il testo della petizione all'agenzia di stampa Reuters, così da informare tutto il mondo della prossima manifestazione. Poi, temendo di essere arrestato, passò la notte in casa di un militante della sua organizzazione.

### Vigilia d'armi. Lo stato d'assedio

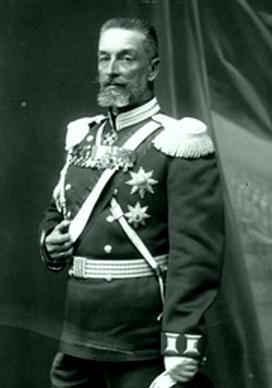
Konstantin Rydzevskij

Nicola II era certamente informato degli avvenimenti, ma ancora il 20 gennaio non ne fece parola nel suo diario, dove scrisse di una riunione «con zio Aleksej e alcuni ministri», senza scendere in dettagli. Il 21 gennaio il ministro Svjatopolsk-Mirskij, che aveva appena ricevuto una lettera di Gapon con l'«irrevocabile» decisione di presentare la petizione al Palazzo d'Inverno, informò il governo che l'indomani lo zar non sarebbe stato a Pietroburgo, ma avrebbe passato la giornata nella sua residenza di Gatčina.
Alla riunione, convocata d'urgenza da Svjatopolsk-Mirskij, parteciparono i ministri Murav'ëv e Kokovcov, il capo della polizia Lopuchin, il capo della gendarmeria, generale Rydzevskij, i comandanti della guardia, generali Vasil'čikov e Mešetič, e il governatore Fullon. Mešetič informò che i ponti sui canali sarebbero stati presidiati dalle truppe per impedire il passaggio degli operai nel centro della città. Fullon propose anche l'arresto di Gapon, ma tutti si dichiararono contrari.
Nel tardo pomeriggio Svjatopolk-Mirskij e Lopuchin andarono a Carskoe Selo per presentare allo zar il loro rapporto sulla situazione esistente nella capitale. Il diario di Nicola II riporta l'incontro: « Da ieri tutte le officine e le fabbriche di San Pietroburgo sono in sciopero. Si sono fatte venire truppe dai dintorni per rinforzare la guarnigione. Finora gli operai sono stati calmi. Il loro numero è stimato in 120.000. Alla testa della loro Unione si trova una specie di prete socialista chiamato Gapon. Mirskij è venuto la sera a presentarmi il suo rapporto sulle misure prese ».

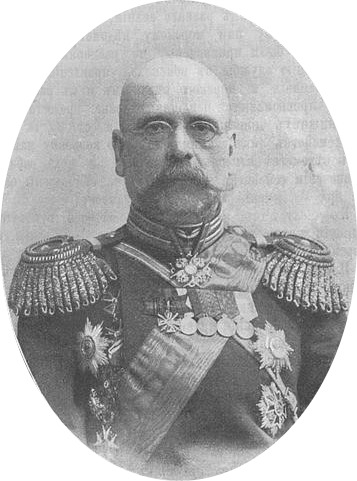
Nikolaj Mešetič

Le misure prese vennero riferite dal generale Mešetič al governatore Fullon. Nicola II ordinò lo stato d'assedio a Pietroburgo, affidando la responsabilità politica del mantenimento dell'ordine allo zio, il granduca Vladimir Romanov, mentre il comando di tutte le forze militari presenti nelle capitale fu preso dal generale Vasil'čikov. Il decreto di stato d'assedio non fu però reso pubblico. Intransigente difensore dell'autocrazia, il granduca Vladimir riteneva, sull'esperienza storica della Rivoluzione francese, che ogni concessione alla « plebaglia » sarebbe stata una « debolezza insensata »: per guarire il popolo dai suoi sogni costituzionali sarebbe bastato impiccare subito un centinaio di scontenti.
Tra i provvedimenti, fu compreso anche l'ordine d'arresto per Gapon, da rinchiudere nella fortezza Pietro e Paolo per « crimini contro lo Stato ». Nel corso della notte altri reparti militari affluirono in città, che venne divisa in otto settori, alla testa di ciascuno dei quali fu nominato un generale maggiore. Complessivamente, furono concentrati 22.000 soldati, oltre ai Cosacchi e a reggimenti di cavalleria. Le artiglierie furono sistemate nella piazza del Palazzo d'Inverno, dove si stabilì lo stato maggiore delle operazioni. La polizia arrestò una trentina di socialisti rivoluzionari, non Gapon, che si muoveva in uno stato di semi-illegalità ed era protetto da una scorta armata.
La tensione tra gli operai era altissima, essendo tutti consapevoli di rischiare la vita partecipando alla processione dell'indomani. Con « l'anima piena d'angoscia », Gapon avrebbe detto ai suoi più stretti collaboratori che nelle strade della capitale il sangue, « se dev'essere versato, fertilizzerà il terreno da cui uscirà una Russia rigenerata. Non conservate di me un cattivo ricordo. Mostrate che i lavoratori sanno fare ancor meglio che organizzare il popolo: sanno morire per esso ».

### La «Domenica di sangue»

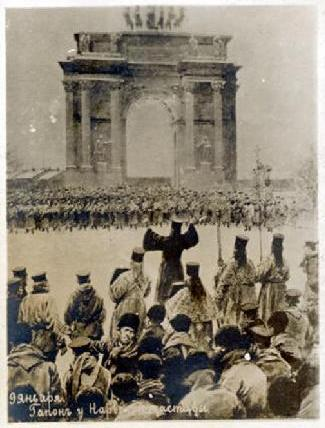
Anonimo, Gapon alla Porta di Narva

All'alba del 22 gennaio i manifestanti cominciarono a concentrarsi nelle undici sezioni dell'organizzazione. Ciascun corteo, mettendosi in marcia, si sarebbe via via unito ad altri fino a formare quattro grandi cortei che, confluendo dalla prospettiva Šlissel'burg a sud-est, dalla sezione Narva a sud-ovest, dalla sezione Vasil'evskij Ostrov a ovest, e dalla Peterburgskaja Storona a nord, si sarebbero finalmente riuniti tutti davanti al Palazzo d'Inverno.
Verso le dieci vi furono i primi caduti. Un corteo tentò di attraversare il ponte Poličejskij e fu respinto a fucilate. I manifestanti retrocedettero su via Volynkin da dove rinnovarono per due ore i tentativi di attraversare il fiume Mojka, ma vennero sempre rigettati sanguinosamente dalla truppa.
Andò meglio ai 20.000 manifestanti che dalla prospettiva Šlissel'burg si presentarono davanti al ponte Varsavia. Qui i soldati tirarono in aria e, caricato e frustato dai cosacchi, il corteo ruppe le file e, scavalcando le sponde del canale Obvodnyj, attraversò la Neva gelata. Stesso scenario per gli operai delle sezioni Porto e Vasil'evskij Ostrov. Respinti dai ponti, poterono superare la Neva gelata perché i soldati, conformemente agli ordini ricevuti, rimasero fermi a bloccare l'accesso ai ponti.
Dalla sezione Narva procedeva lentamente verso il Palazzo d'Inverno un corteo di 20.000 lavoratori con le loro famiglie, comprendente anche Gapon. In seconda fila, preceduto da due commissari di polizia e da operai che reggevano icone e ritratti dello zar e della zarina, Gapon era in abito laico ma, affiancato da Rutenberg e Kuzin e seguito dagli operai Filippov e Vasil'ev, portava una grande croce. Dalla folla s'innalzavano canti religiosi misti a lodi allo zar e dai marciapiedi i passanti si scoprivano il capo e si facevano il segno della croce.
Verso le 11.30 la processione giunse in prossimità della Porta di Narva, dove erano attestati il 93º reggimento di fanteria e uno squadrone di cavalleria cosacca. I cosacchi, che avevano l'ordine di disperdere i manifestanti e catturare Gapon, caricarono il corteo, che resistette compatto e al grido di « libertà o morte! », continuò ad avanzare. Giunto a trenta metri dalla truppa, dopo uno squillo di tromba di avvertimento, la prima fila dei soldati fece fuoco.

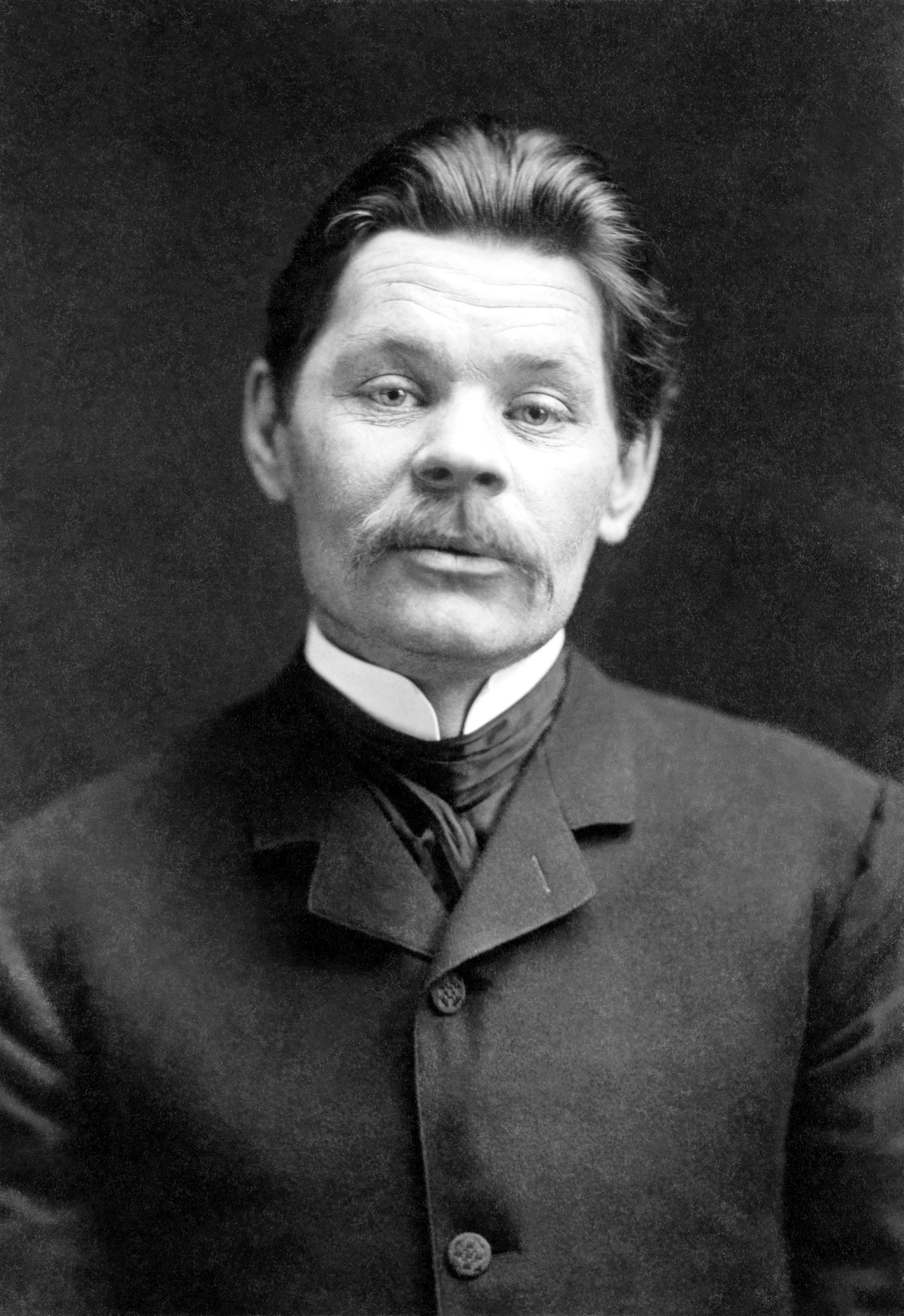
Maksim Gor'kij

Si racconta di sette o nove successive scariche di fucileria. Gapon rimase a terra, illeso in mezzo ai cadaveri, alle icone e ai ritratti dello zar sparsi nella neve. Egli racconta che un pensiero gli balenò allora nella mente: « Tutto questo è opera del nostro Piccolo Padre lo zar! ». Preso dalla disperazione gridò « Non c'è più zar per noi! » e fuggì con Rutenberg. I superstiti si dispersero - ma molti di loro raggiunsero a gruppi il Palazzo d'Inverno, dove li attendeva una nuova e maggiore strage - e Gapon, travestito da operaio, tagliati i capelli e la barba, si nascose in casa di un'amica di Rutenberg.
A sera, Gapon e Rutenberg incontrarono Gor'kij e tutti si recarono alla Libera società d'economia, dov'erano riuniti, tra gli altri, diversi intellettuali. Venne letta una lettera indirizzata da Gapon agli operai, in cui si dichiarava « l'inizio della lotta del popolo per la libertà ». Poi Gapon prese la parola: « Non è più l'ora dei discorsi, ma dell'azione. Gli operai hanno dimostrato alla Russia di saper morire. Disgraziatamente erano senz'armi [...] A voi sta ora agire e aiutare il popolo. Dategli il modo di procurarsi le armi e farà il resto ».
Gapon passò la notte in casa di Gor'kij, dove scrisse altre due lettere. Nella lettera ai soldati e agli ufficiali che « hanno ucciso i loro fratelli innocenti », inviò la sua maledizione; una benedizione, invece, a coloro che « aiuteranno il popolo a ottenere la libertà ». La lettera indirizzata agli operai era un appello all'insurrezione contro « lo zar-mostro » e i suoi funzionari ladri e assassini: « Ci vendicheremo, fratelli, dello zar maledetto dal popolo e di tutta la sua gentaglia velenosa, dei suoi ministri, di tutti i saccheggiatori dell'infelice terra russa. Morte a tutti! ». Occorreva prendere le armi e lottare « finché sia convocata l'Assemblea costituente sulla base del diritto di voto universale, eguale, diretto e segreto ».
L'indomani, mentre nella città sotto shock continuava lo sciopero di 160.000 lavoratori, la polizia chiuse le sezioni dell'Assemblea, ne sequestrò i beni e arrestò gli esponenti più in vista dell'organizzazione che non erano riusciti a nascondersi. Nelle strade deserte, rastrellate da cosacchi e soldati, ogni tanto si sentiva ancora sparare.

### L'espatrio
Il 1º febbraio il Santo Sinodo revocò a Gapon il titolo di prete. In quel momento Gapon, dopo aver avventurosamente superato la frontiera polacca con l'aiuto dei contrabbandieri, si trovava clandestinamente in Germania dove, se scoperto, avrebbe rischiato l'estradizione. A Tilsit si mise in contatto con un circolo di socialisti rivoluzionari russi che gli fornirono un passaporto. Col falso documento passò a Berlino e da qui, il 13 febbraio, raggiunse in treno Ginevra.
Non conoscendo alcuna lingua straniera, Gapon ebbe difficoltà a stabilire il contatto con i socialisti-rivoluzionari della città. Entrato in una biblioteca socialista, fu indirizzato da Georgij Plechanov, al quale dichiarò di essere un socialdemocratico. Subito conobbe i principali dirigenti menscevichi del Partito, Vera Zasulič, Pavel Aksel'rod, Dan, Deutsch e altri. Gapon non aveva idea delle differenze esistenti tra i partiti rivoluzionari russi, e per lui socialdemocratici e socialisti rivoluzionari erano la stessa cosa. I menscevichi lo trattarono piuttosto freddamente. L'« Iskra » scrisse della sua « inconsistenza politica » e della « fragilità e precarietà della sua folgorante adesione alla socialdemocrazia ». Fu allora che Rutenberg venne a Ginevra e lo fece ospitare da Leonid Šiško, uno dei dirigenti social-rivoluzionari.
Gapon chiese anche d'incontrare Lenin. Questi sapeva della fama di agente provocatore che circondava Gapon ma, come aveva scritto alcune settimane prima, era propenso a ritenerlo un sincero socialista, convertito a un percorso realmente rivoluzionario dalla Domenica di sangue, come dimostravano i suoi successivi appelli alla lotta contro il dispotismo zarista. Quando il pope aveva scritto « Non abbiamo più uno zar. Oggi un fiume di sangue lo divide dal popolo russo. È ora che gli operai russi inizino la lotta per la libertà del popolo senza di lui », si era reso interprete dei sentimenti di milioni di operai e contadini russi: « Qui sta la portata storica - aveva scritto Lenin il 31 gennaio - del ruolo svolto all'inizio della rivoluzione russa da un uomo che, fino a ieri sconosciuto, oggi è diventato l'eroe del momento a San Pietroburgo e, di conseguenza, in tutta la stampa europea ».

Lenin

S'incontrarono in un caffè di Ginevra. Lenin raccontò alla moglie l'impressione che Gapon gli aveva fatto: « Quando parlava degli operai di Pietroburgo, s'infiammava e traboccava d'indignazione contro lo zar e i suoi sostenitori. Nella sua indignazione c'era non poca ingenuità, che però la rendeva ancora più comunicativa ». Consigliò a Gapon di leggere alcuni testi della pubblicistica marxista, come gli articoli di Plechanov, ed egli si sforzerà, ma lo studio non era fatto per Gapon.
Tra i socialisti-rivoluzionari si trovò più a suo agio. Il 20 febbraio redasse una Lettera aperta a Nicola Romanov, antico zar e attuale assassino dell'Impero russo e un Appello agli operai di Pietroburgo e a tutto il proletariato russo. Nella lettera, scrisse che « le bombe e la dinamite, il terrore collettivo e individuale, l'insurrezione popolare attendono la tua gentaglia e tutti gli assassini del popolo spogliato dei suoi diritti », nell'appello dichiarava false le promesse « dello zar assassino, dei suoi ignobili ministri sciacalli, della muta dei funzionari e dei capitalisti ».
In marzo scrisse all'Ufficio della Seconda Internazionale, esortando all'insurrezione per il trionfo dei principi socialisti in Russia e chiamando all'unità d'azione tra socialdemocratici e S-R. Nel « Tribune russe », rivista dei S-R, lanciò un nuovo appello agli « oppressi, privati d'ogni diritto, torturati dalla fame, dalla miseria, dalla frusta e dalle verghe ». Gapon aveva sottoposto la bozza dell'articolo a Lenin. In un passo, rivolgendosi ai contadini, aveva scritto: « Abbia la terra un solo padrone, il nostro Padre Eterno, e voi tutti siate i suoi fittavoli », facendo ridere Lenin. Gapon soppresse la frase malgrado l'opinione contraria di Lenin, che gli riconosceva una grande capacità di parlare alla gente semplice.

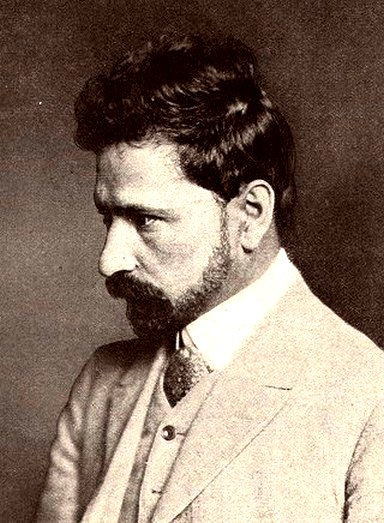
Georgij Gapon

Il 2 aprile si aprì a Ginevra una conferenza dei partiti socialisti russi per concordare un'unità di azione rivoluzionaria. I partiti d'ispirazione social-rivoluzionaria erano in netta maggioranza, così che i menscevichi rifiutarono di parteciparvi e i bolscevichi, insieme al Bund e ai socialdemocratici lettoni e armeni si ritirarono il giorno dopo. Gapon fu eletto presidente, segretario fu Evno Azef, membro del Comitato centrale dei S-R, capo del loro Gruppo di combattimento e infiltrato come spia dall'Ochrana, che informò dei lavori la polizia zarista, fornendole i processi verbali delle sedute.
Nei suoi interventi, Gapon dimostrò la confusione delle sue vedute politiche. Si dichiarò contrario all'indipendenza della Polonia, perché la Russia ne sarebbe stata danneggiata, ma si dichiarò favorevole a un'autonomia nazionale degli ebrei, proponendo che a loro fosse concesso un territorio all'interno della Russia. Sulla questione agraria, Gapon si oppose al trasferimento gratuito delle terre ai contadini, sostenendo che l'idea di poter ottenere qualcosa gratuitamente avrebbe corrotto moralmente i contadini, « trasformandoli in bande di anarchici » - affermò - mentre « bisogna al contrario sviluppare nel contadino il rispetto della proprietà ».
Dopo il congresso Gapon andò a Parigi e fu ospitato da Azef, che trasmise tutte le sue confidenze all'Ochrana, il cui capo aggiunto Račkovskij, per meglio mascherare il ruolo di Azef, dirà di aver preso personalmente contatto con Gapon in quel periodo. A Parigi incontrò il radicale Clemenceau e i socialisti Édouard Vaillant e Jean Jaurès. Vide anche un suo collaboratore di Pietroburgo, l'operaio Petrov, che rimase stupito dell'aspetto trasformato di Gapon, tutto elegante e ben curato. A Petrov Gapon confidò il suo disprezzo per i socialdemocratici - a parte Lenin, « un tipo a posto e intelligente » - trattati da « chiacchieroni limitati », per non dire di Plechanov, « un codardo ».

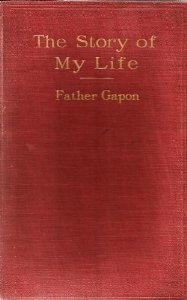
Le memorie di Gapon

Decise pertanto di aderire formalmente al Partito socialrivoluzionario. Tornato a Ginevra, imparò a maneggiare le armi e gli esplosivi, e nel corso dei festeggiamenti organizzati per il 1º maggio 1905, Gapon ne diede comunicazione ufficiale, ma già il mese dopo, insofferente della disciplina di partito, diede le dimissioni da tutte le cariche. Partì per Londra, da dove aveva ricevuto un'offerta dallo « Strand Magazine » per la pubblicazione delle sue memorie, che comparvero a puntate dal luglio al novembre 1905.
Contemporaneamente preparò un opuscolo, la Lettera ai contadini e ai lavoratori russi, la cui pubblicazione fu finanziata a Ginevra da un facoltoso ebreo: si trattava, infatti, di una denuncia dei pogrom antisemiti che così spesso avvenivano in Russia con la connivenza della autorità zariste. La lettera è scritta in forma di predica: « Se Cristo, nostro salvatore, si presentasse oggi sotto la sua forma mondana nella nostra Santa Russia, non credi che verserebbe una seconda volta lacrime ancora più amare vedendo come tu celebri la sua Santa Resurrezione con grandi pogrom del suo amato popolo, i poveri ebrei? ».

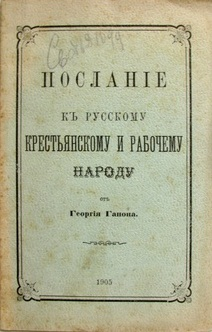
La Lettera di Gapon

Stampata in 75.000 esemplari, 55.000 copie furono diffuse clandestinamente in Russia dalle organizzazioni rivoluzionarie del Bund, dei social-rivoluzionari e dei menscevichi - non dai bolscevichi, che non gradirono l'impostazione da sermone della lettera. Essa fu edita anche in inglese e in tedesco, e apparve in tempo per impedire che l'Ochrana, su iniziativa di Račkovskij, l'autore dei Protocolli dei Savi di Sion, diffondesse a Pietroburgo, a Mosca e a Vilnius dei volantini incitanti al pogrom. Le memorie, pubblicate anche in volume alla fine del 1905 e tradotte in francese nel gennaio del 1906, fruttarono a Gapon la notevolissima somma di 40.000 rubli, parte della quale mandò ai suoi compagni in Russia in vista di una prossima, progettata insurrezione.
Di fatto, in Russia la rivoluzione era già iniziata. In marzo gli operai di un'officina metallurgica di Alapaevsk, negli Urali, si erano visti diminuire senza motivo i salari. Entrati in sciopero, si erano rivoltati contro la polizia che aveva arrestato alcuni loro compagni, l'avevano cacciata dalla città e, il 25 marzo, insieme con i minatori del luogo, si erano riuniti in assemblea eleggendo i loro rappresentanti per ottenere soddisfazione presso l'azienda. Se non era il primo soviet della storia, era almeno il primo sindacato operaio liberamente formato in Russia.
L'esempio di Alapaevsk fu seguito ai primi di maggio dai lavoratori di Nadeždinsk e il 28 maggio dagli operai tessili di Ivanovo-Voznesensk dove, su iniziativa del poeta operaio Nozdrin, venne costituito un consiglio di 151 delegati incaricato di dirigere il più grande sciopero mai verificatosi nella storia della Russia, durato due mesi con la partecipazione di 50.000 lavoratori. La storiografia assegna agli operai di Ivanovo il ruolo di fondatori del primo soviet russo.

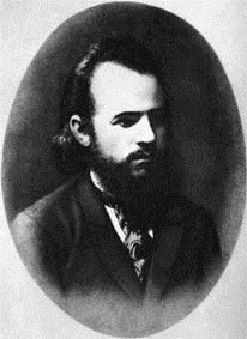
Avenir Nozdrin

Le disfatte terrestri e navali contro il Giappone accelerarono il processo di opposizione al regime. In giugno i delegati degli zemstvo chiesero l'elezione a suffragio universale di un'Assemblea costituente, nel Mar Nero si ammutinarono i marinai della corazzata Potëmkin, imitati poi dalla Georgij Pobedonosec. A luglio, a Pietroburgo, scioperarono gli operai delle Putilov, i cosacchi spararono sugli scioperanti e ci fu una sommossa nel quartiere di Vyborg.
In questi frangenti si mosse anche Gapon. Ad agosto, col proprio denaro e con 50.000 franchi forniti dal S-R e nazionalista finlandese Konni Zilliacus - il quale sostenne di averli raccolti negli Stati Uniti ma che in realtà provenivano dai servizi segreti giapponesi, interessati a destabilizzare la Russia - fu acquistata una grande quantità d'armi imbarcate in Inghilterra sulla nave John Grafton. Le armi vennero destinate da Gapon stesso, con l'intermediazione di Gor'kij, ai bolscevichi di Pietroburgo per favorire l'insurrezione della città.
I bolscevichi gli procurarono falsi documenti e Gapon, deciso a incontrare i suoi vecchi collaboratori dell'Assemblea, s'imbarcò sulla nave che però si arenò su un banco di sabbia davanti alla costa finlandese. Gapon raggiunse clandestinamente Helsingfors, ma il carico di 10.000 fucili, munizioni ed esplosivi, finì nelle mani della polizia. Nessuno dubita che la responsabilità del naufragio vada addebitata all'infiltrato Azef, che in qualità di capo dell'Organizzazione di combattimento dei S-R curò i dettagli della missione.
In settembre Gapon vide a Helsingfors Karelin, Varnašëv, Kuzin, Petrov, Posse e Beloruss, e con loro progettò la costituzione di una nuova organizzazione clandestina, l'Unione operaia pan-russa, dotata di un giornale da pubblicare all'estero, da affidare a Vladimir Posse. Quando Gapon partì dalla Finlandia, per conto del governo russo Vitte aveva già firmato a Portsmouth, negli Stati Uniti, il trattato di pace con il Giappone vittorioso. A Ginevra Gapon s'incontrò con Matjušenko, l'organizzatore della rivolta della Potëmkin, e con Savinkov, il noto terrorista S-R, col quale ebbe un serio litigio. Non si vedranno più, ma da allora Savinkov non smise di pensare a Gapon.

### La rivoluzione

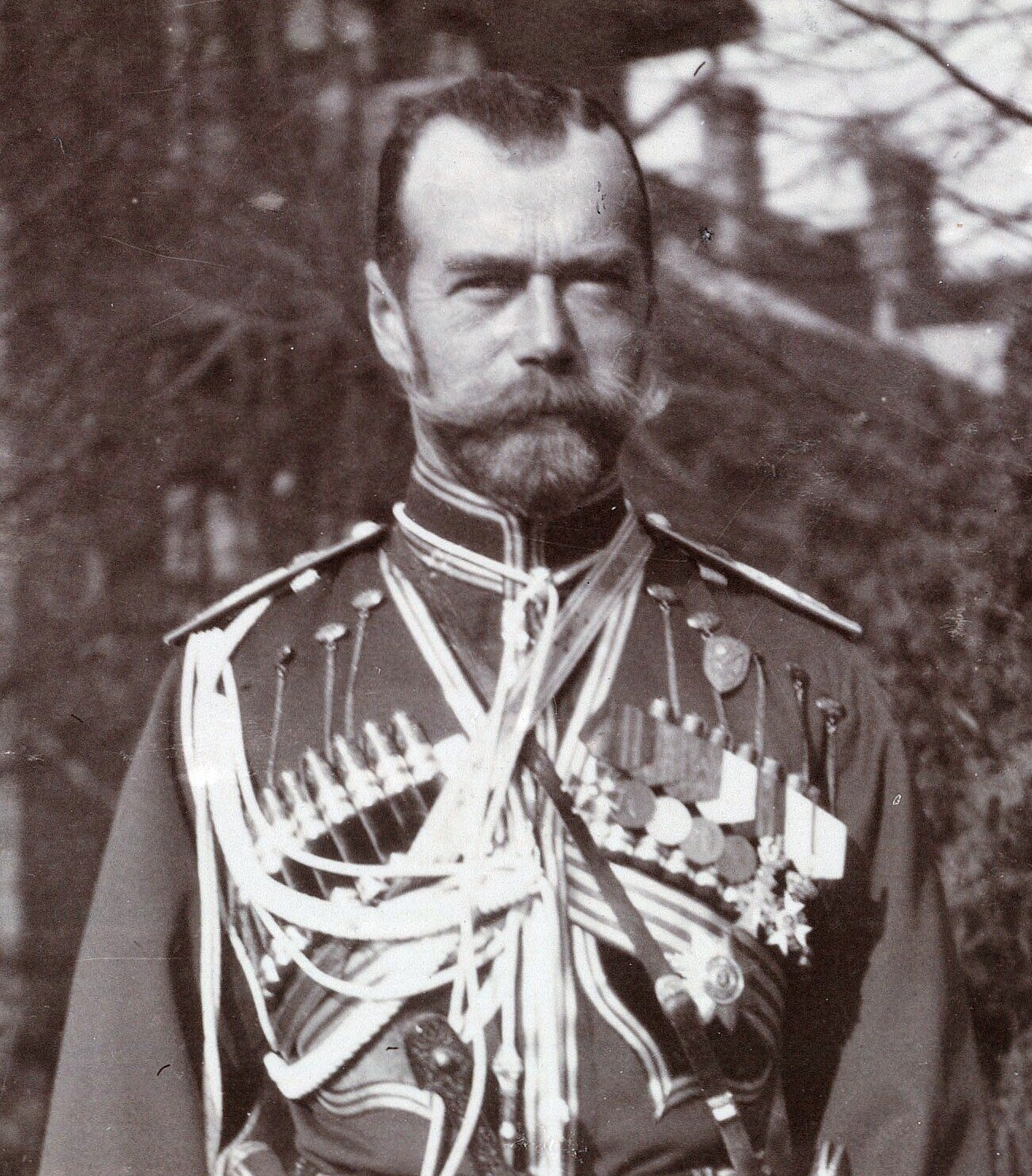
Nicola II

In ottobre un'ondata di scioperi, partita da Mosca, dilagò in tutte le principali città della Russia e paralizzò non solo le fabbriche, dove si formarono i soviet, ma anche le ferrovie, le banche, i telegrafi, i ministeri, i tribunali, i teatri. Alle rivendicazioni economiche si aggiunsero quelle politiche: diritti civili, amnistia per i detenuti politici, convocazione dell'Assemblea costituente. Inizialmente l'intelligencija le appoggiò. Skrjabin annotò sul suo Poema dell'estasi: « Alzati in piedi, popolo lavoratore », e il poeta Konstantin Balmont inneggiò all'operaio, « l'unica speranza di tutta la Russia ».
Per cercare di fermare il movimento di protesta, un manifesto dello zar, redatto da Vitte, promise il 30 ottobre l'inviolabilità della persona, le libertà di coscienza, di parola, di riunione, di associazione e l'elezione a suffragio universale della Duma. Il 4 novembre seguì un'amnistia parziale per i detenuti politici. Il lavoro riprese ovunque, ma un'ondata di pogrom scatenati dalle Centurie nere al grido di « Dio salvi lo zar » devastò villaggi e città, provocando tremila morti e diecimila feriti. Nicola II se ne compiacque: « Oltre ai giudei » - scrisse alla madre - « gli agitatori russi hanno punito anche gli ingegneri, gli avvocati e ogni sorta di altra sporca gente ».
Il manifesto incoraggiò gli ex-dirigenti dell'Assemblea a ricostituire l'organizzazione di Gapon e a chiedere al governo un risarcimento per i danni subiti nel sequestro dei suoi beni. La richiesta, presentata al capo del governo Vitte e al ministro del Commercio Timirjazev, venne accolta con favore. Vitte comprese che quell'organizzazione di operai poco o nulla politicizzati poteva giocare un ruolo di divisione nei confronti del soviet di Pietroburgo, guidato da rivoluzionari socialdemocratici. Vitte rifiutò però di concedere l'amnistia a Gapon, percepito ancora come un pericoloso sovversivo.

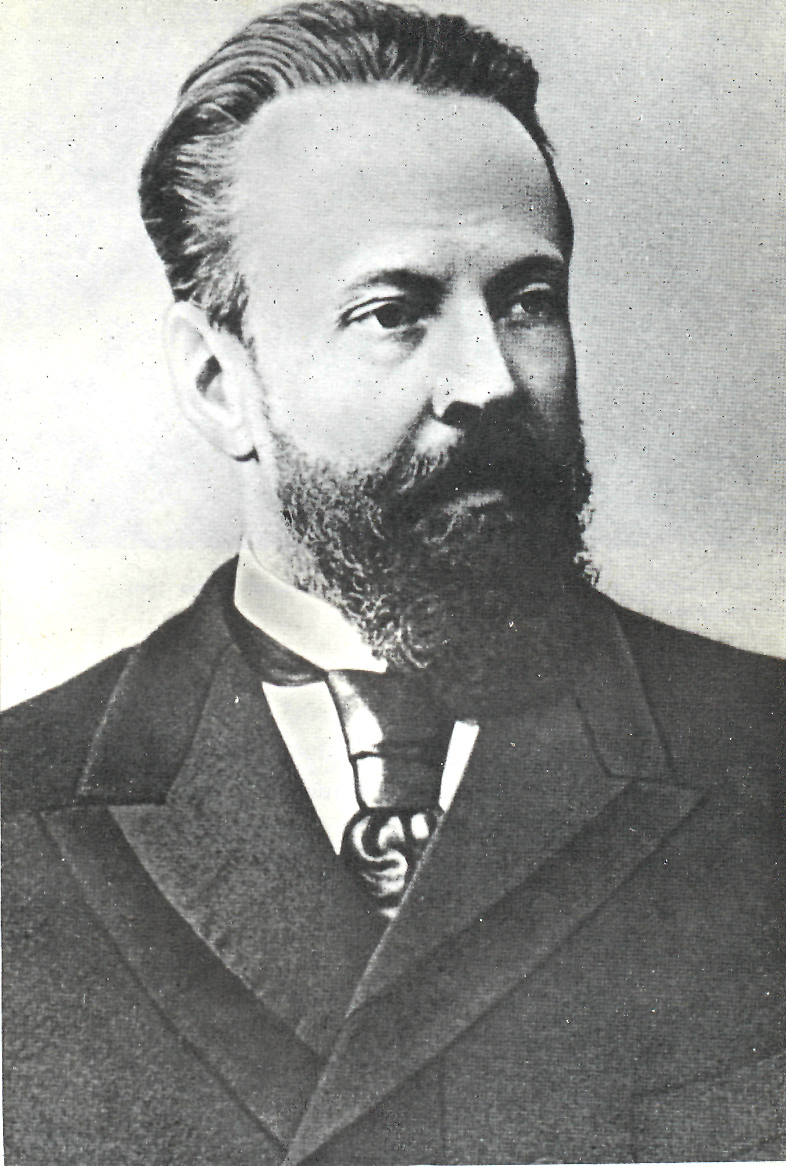
Sergej Vitte

In tali condizioni, a metà novembre Gapon volle raggiungere clandestinamente Pietroburgo per trattare direttamente con Vitte della sua amnistia e della ricostituzione dell'Assemblea tramite la mediazione dei suoi compagni e dei giornalisti Matjušenskij e Pil'skij. Vitte non solo non fece arrestare Gapon, ma entrò in contatto riservato con lui, avendo accertato che Gapon intendeva collaborare con il governo, contribuendo a contrastare le spinte rivoluzionarie in atto e accontentandosi degli spazi di libertà promessi dal regime.
Gapon fu amnistiato, ma stranamente il decreto che attestava la sua amnistia fu datato al 3 novembre, il giorno prima dello stesso decreto imperiale che amnistiava i reati politici. È probabile che, per legare a sé Gapon e comprometterlo in caso di necessità, Vitte abbia retrodatato il decreto facendolo apparire una decisione scaturita da accordi segreti tra Gapon e la polizia. Da parte sua Gapon, senza forse rendersi conto di essere diventato una pedina nelle mani di Vitte, intendeva sfruttare l'appoggio del governo per riassumere l'antica funzione preminente nel movimento operaio di Pietroburgo.
Rispetto all'anno prima le condizioni erano però molto mutate e tali da concedere meno spazio alla ricostituita Assemblea. Nella capitale si erano formati 41 sindacati delle più diverse categorie di lavoratori, ciascuna delle quali aveva delegati al soviet, la cui autorità era indiscussa. Alla richiesta della giornata lavorativa di otto ore, il soviet aggiungeva il divieto del lavoro dei bambini, la soppressione delle multe, il diritto di sciopero, il riconoscimento legale dei delegati sindacali, oltre all'attuazione di tutti i diritti politici promessi dal manifesto del 30 ottobre.

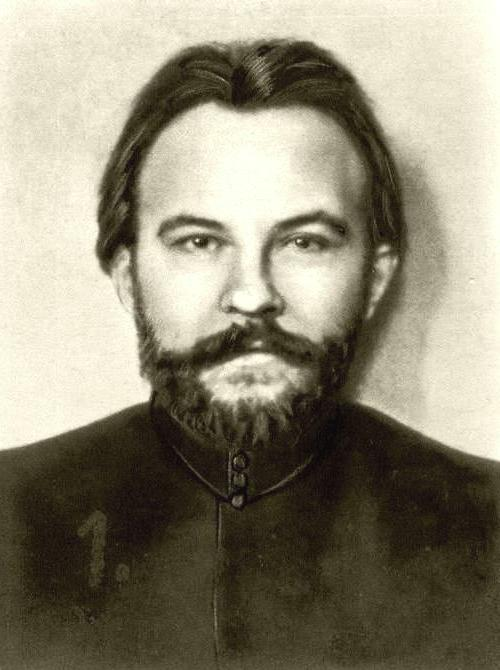
Georgij Chrustalëv-Nosar'

Il 4 dicembre si tenne a Pietroburgo il congresso della risorta Assemblea di Gapon, al quale assistettero anche esponenti dei partiti rivoluzionari, rappresentanti di altri sindacati e il presidente del soviet Chrustalëv-Nosar'. Vi fu eletto un consiglio d'amministrazione diretto da Varnašëv e fu data lettura di un messaggio di Gapon, assente al congresso, il quale esortava i suoi seguaci a non fidarsi delle organizzazioni socialdemocratiche. Il 9 dicembre il governo autorizzò ufficialmente l'esistenza dell'Assemblea e il ministro Timirjazev s'impegnò a versare a rate al giornalista Matjušenskij 30.000 rubli destinati all'organizzazione di Gapon.
Gapon fu invitato a lasciare immediatamente la Russia. Vitte aveva deciso di dare un colpo decisivo al movimento operaio socialdemocratico e quello stesso 9 dicembre Chrustalëv-Nosar' fu arrestato. Il 16 dicembre fu imprigionato l'intero comitato esecutivo del soviet di Pietroburgo insieme a tutti i dirigenti dei sindacati, che vennero soppressi, e a un migliaio di operai. Per non apparire troppo di parte, la polizia dovette chiudere provvisoriamente anche l'Assemblea di Gapon. A Mosca, il congresso dei ferrovieri fu disperso a cannonate.
Giunto a Parigi dalla Russia, Gapon si fece assertore della politica di Vitte. Il 29 novembre inviò una lettera aperta Ai miei compagni operai uniti dal sangue, un attacco ai partiti e alle organizzazioni socialdemocratiche. Gli operai russi - scrive - hanno frequentato « l'università mondiale della fame, del freddo, della miseria, delle privazioni » e perciò conoscono benissimo « la scienza delle umiliazioni, delle offese, dell'oppressione e della violenza », così che il loro buon senso « è spesso più elevato di quello del tedesco Marx ». Essi non hanno bisogno di essere guidati dagli intellettuali, « le cui parole sono spesso menzognere », e nel momento presente, senza provocare disordini, devono limitarsi a chiedere al governo di mantenere le promesse contenute nel manifesto del 30 ottobre.
La lettera fu stampata in opuscolo a spese del governo russo, che ricompensò con 200 rubli Gapon. Questi rilasciò diverse interviste ai quotidiani francesi. Il 13 dicembre dichiarò al quotidiano « Le Matin » che bisognava « tagliar corto con le violenze, gli scioperi, l'eccitamento delle masse » e rinunciare a richiedere la giornata lavorativa di 8 ore che « causerebbe la rovina delle nostre industrie nazionali e provocherebbe nel popolo una spaventosa carestia ». Il popolo russo, a suo giudizio, non era pronto per l'emancipazione, ma per fortuna in Russia governava Vitte: « Soltanto in lui c'è salvezza ».

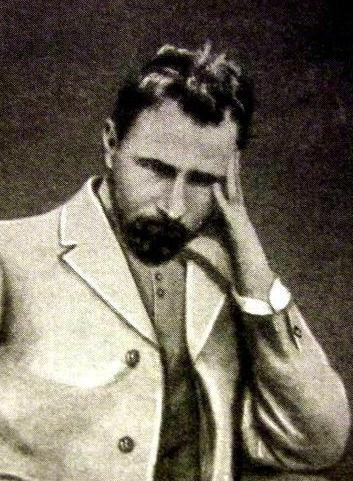
Georgij Gapon

Il giorno dopo, di fronte al coro di proteste provenienti dagli ambienti rivoluzionari, che lo ricordavano ancora come il protagonista della Domenica di sangue, Gapon precisò ai quotidiani socialisti « l'Humanité » e « Vorwärts » di essere « ora come prima, fedelmente aderente alle basi del socialismo internazionale », e il 15 dicembre, ancora all'« Humanité », dichiarò di non avversare la rivoluzione, ma di credere che non fosse ancora giunto il momento per una sollevazione armata. Per altro, non si augurava la caduta di Vitte, che avrebbe solo provocato « il trionfo della reazione più estrema ».
Il 20 dicembre il soviet di Mosca proclamò lo sciopero generale. Furono erette barricate sulle strade senza che intervenisse la guarnigione, dove si era insinuata la propaganda rivoluzionaria. Dopo una settimana di combattimenti, due reggimenti inviati appositamente da Pietroburgo ebbero ragione degli insorti. Il 22 dicembre Gapon dichiarava al parigino « Le Journal » di essere sempre un socialista ma non più un partigiano della rivoluzione, perché « oggi la repubblica non converrebbe al mio paese », e finalmente il 30 dicembre, a « La Petite République » ammise di « aver sbagliato » un tempo: « I fatti del 22 gennaio sono stati snaturati. Il paese chiedeva pacificamente la libertà e ora il popolo russo ripete gli errori della Comune [...] I contadini non sono pronti per la libertà, il popolo russo non è pronto per la rivoluzione ».
Anche certi suoi comportamenti facevano discutere. Dal 16 dicembre Gapon soggiornò sulla Costa azzurra e fu visto una sera al casinò di Monte Carlo, proprio quando era presente anche il granduca Nikolaj Romanov, un habitué della roulette. Questi lasciò subito la sala ma il « New York Tribune », con un montaggio, li mostrò insieme al tavolo verde e, sullo sfondo, le barricate di Mosca. Il 2 gennaio 1906, tornato a Parigi, Gapon tentò di giustificarsi col « Le Temps »: aveva giocato e vinto - sottolineò - perché « il partito aveva bisogno di denaro, di molto denaro ».

### Il ritorno in Russia

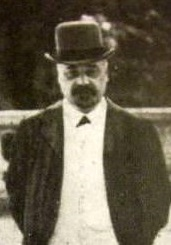
Pëtr Račkovskij

Il 4 gennaio 1906 Gapon lasciò la Francia. Stabilitosi a Terijoki, allora in Finlandia e prossima alla frontiera russa, v'incontrò un centinaio di delegati dell'Assemblea che, a maggioranza, lo elessero presidente dell'organizzazione. Per la prossima ricorrenza della Domenica di sangue decisero di celebrare una messa, mentre i delegati del soviet di Pietroburgo, ancora detenuti in carcere, ricordarono il 22 gennaio facendo lo sciopero della fame.
Alla fine gennaio Gapon andò a Pietroburgo, dove incontrò più volte Račkovskij, vice-direttore dell'Ochrana e, una volta, lo stesso capo dell'Ochrana, Gerasimov. Račkovskij lo informò che egli era considerato « persona di talento e pericolosa », e pertanto indesiderabile. Alle proteste di Gapon, che si presentò come un pacifico capo di una organizzazione sindacale rispettosa delle leggi, Račkovskij gli propose di esporre in una lettera al ministro degli Interni Durnovo i suoi buoni propositi, ottenendo in cambio il permesso di rimanere in Russia, rispettato e onorato dalle autorità, e la riapertura delle sezioni dell'Assemblea.
Il 19 febbraio Gapon rivide clandestinamente a Mosca l'amico Rutenberg, il social-rivoluzionario al quale raccontò dei suoi incontri con i dirigenti della polizia politica e gli mostrò la lettera per il ministro Durnovo. Vi chiedeva la riapertura della sua Assemblea, che avrebbe costituito « una solida base per un movimento sindacale e operaio ragionevole », vi affermava che la persona dello zar « era e restava santa », e che il bene del popolo russo gli era « più caro di ogni cosa ».
Poiché le parole potevano non essere sufficienti, Gapon aveva un'idea per ottenere definitivamente la fiducia del governo, facendo anche guadagnare molto denaro al partito S-R. Poiché esisteva un piano per uccidere il ministro degli Interni Durnovo, Rutenberg, insieme con Gapon, avrebbe dovuto incontrare Račkovskij per confessargli l'esistenza del complotto in tutti i suoi dettagli. Egli avrebbe così ottenuto 100.000 rubli di ricompensa mentre gli attentatori, avvertiti in tempo, sarebbero sfuggiti all'arresto.

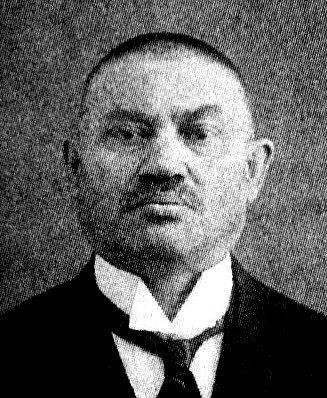
Evno Azef

Rutenberg, convinto che la proposta di Gapon fosse solo la provocazione di un traditore, il 24 febbraio andò a Helsingfors a riferire tutto a Savinkov e ad Azef il quale, d'accordo con Černov, il principale dirigente social-rivoluzionario, decise di uccidere Gapon. Rutenberg avrebbe incontrato Račkovskij insieme con Gapon e li avrebbe uccisi entrambi. Naturalmente, all'incontro previsto in un ristorante di Pietroburgo, Račkovskij, avvertito dal traditore Azef, non si presentò, né si fece vedere nei successivi appuntamenti organizzati da Gapon.
Mentre la vita di Gapon era ormai appesa a un filo, uno scandalo scuoteva la sua associazione. Il giornalista Matjušenskij, cui il governo aveva versato 30.000 rubli a favore dell'Assemblea, ne aveva consegnati soltanto 7.000 e pensava di godersi il resto con l'amante a Saratov. Qui fu raggiunto dal gaponista Kuzin che, con le minacce, si fece consegnare 2.000 rubli in contanti e 21.000 in assegni. Arrestato pochi giorni dopo nel suo villaggio natale con l'accusa di propaganda eversiva, a Kuzin vennero confiscati gli assegni e 500 rubli: ne mancavano 1.500.
Saputa la cosa, l'operaio Nikolaj Petrov, presidente della sezione Nevskij, diede le dimissioni e rivelò con una lettera al quotidiano « Rus' » che il denaro proveniva dal governo e veniva maneggiato da Gapon e da pochi altri dirigenti all'insaputa dei soci. Petrov venne accusato di tradimento - ogni membro era vincolato al segreto sugli affari interni dell'associazione - e Gapon incaricò l'operaio Čerëmuchin di ucciderlo, fornendogli allo scopo una pistola.
Incontrato Petrov, Čerëmuchin si convinse delle sue buone ragioni e il 1º marzo, nella riunione del Comitato centrale dell'Assemblea, appoggiato dall'operaio Grigor'ev, chiese spiegazioni a Gapon. Quando questi cacciò dalla sala Grigor'ev, Čerëmuchin, sconvolto, prese la pistola e si sparò alla testa. Due giorni dopo, una nuova lettera di Petrov denunciò la responsabilità morale di Gapon nel suicidio di Čerëmuchin.

### L'omicidio di Gapon

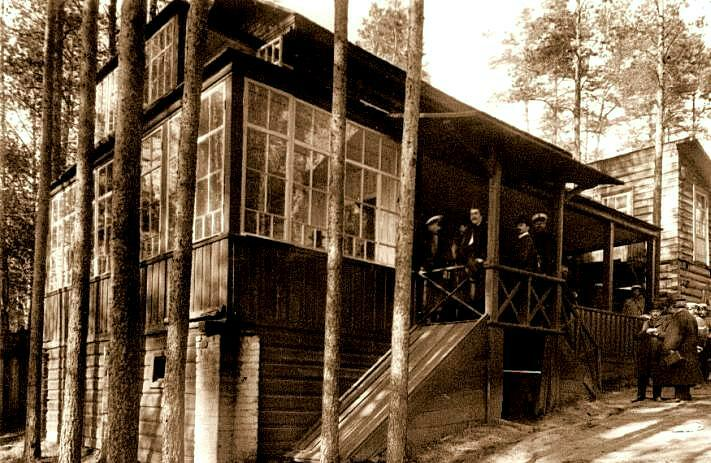
La dacia di Ozerki

Svanita la possibilità di uccidere Račkovskij, restava Gapon. Rutenberg, sempre convinto del tradimento del suo vecchio amico, ottenne l'autorizzazione di Azef, che aveva tutto l'interesse a eliminare Gapon il quale, frequentando i vertici dell'Ochrana, avrebbe anche potuto scoprire il suo doppio gioco. Rutenberg, affittata una dacia isolata a Ozerki, un villaggio a pochi chilometri da Pietroburgo, vi invitò Gapon.
Quando questi vi giunse nel pomeriggio del 10 aprile, tutto era stato preparato. In una stanza accanto a quella in cui si trovarono faccia a faccia Gapon e Rutenberg, erano appostati quattro social-rivoluzionari, definiti da Rutenberg « operai », ma l'unico dei quali si conobbe poi il nome, Aleksandr Derental', era un commediografo e un giornalista. Avevano il compito di « giurati », e ascoltarono non visti il colloquio che avvenne tra i due.
Rutenberg si fece ripetere il noto piano di Gapon per ingannare l'Ochrana e ottenerne denaro. La prova del tradimento sarebbe stata, nel giudizio di Rutenberg e dei suoi compagni, nell'indifferenza mostrata da Gapon di fronte al rischio di far arrestare gli attentatori del ministro Durnovo. Alla fine del colloquio, Rutenberg minacciò Gapon di rivelare pubblicamente i suoi incontri con Račkovskij, al che Gapon avrebbe replicato che di tali incontri non esistevano testimonianze. A quel punto Rutenberg aprì la porta che separava le due stanze e i quattro si gettarono su Gapon.
Gapon fu legato, gli fu passato un cappio intorno al collo e strangolato, malgrado supplicasse di essere risparmiato « in nome dei vecchi tempi ». Erano le 7 del pomeriggio e i cinque abbandonarono la dacia. La polizia trovò il cadavere di Gapon soltanto il 13 maggio, quando da settimane circolava la voce del suo assassinio, ma nessuno dei responsabili fu mai fermato. Il 16 maggio 1906 fu sepolto nel Cimitero Nord di Pietroburgo, tra le grida di vendetta di un centinaio di suoi seguaci. La sua tomba è andata dispersa.
L'omicidio fu rivendicato e motivato con una segnalazione anonima apparsa sulla stampa. Il testo fu redatto da Rutenberg e Michail Goc, tra i principali dirigenti dei S-R. Gapon vi era accusato di essere « un traditore e un agente provocatore » che aveva sottratto « denaro appartenente agli operai ». Gli venivano addebitati i seguenti fatti, elencati in sei punti:
- aver intrattenuto rapporti con il ministro Vitte e con i dirigenti della polizia Lopuchin, Račkovskij e Gerasimov, allo scopo di ottenere la riapertura della sua associazione in cambio d'informazioni sul movimento operaio;
- aver scritto una lettera al ministro Durnovo, rinnegando il suo passato rivoluzionario;
- aver avuto l'intenzione di denunciare alla polizia un progetto di attentato contro il ministro Durnovo in cambio di 25.000 rubli;
- essere stato amnistiato prima del decreto del 4 novembre 1905 e aver vissuto con un falso passaporto rilasciato dalla polizia di Kiev;
- aver cercato di far uccidere da Čerëmuchin l'operaio Nikolaj Petrov, che aveva denunciato pubblicamente i suoi rapporti con la polizia;
- essersi impossessato, nell'estate del 1905, di 50.000 rubli destinati al movimento rivoluzionario.

L'elenco contiene una serie di distorsioni della realtà e non dimostra affatto un'attività di provocazione da parte di Gapon. Non risulta che Gapon abbia dato all'Ochrana informazioni sull'attività del movimento rivoluzionario. È falso che Gapon avesse sottratto 50.000 rubli che, com'è noto, furono invece impiegati nell'acquisto di armi. Il passaporto rilasciato dalla polizia di Kiev apparteneva in realtà al socialista rivoluzionario Boris Savinkov e fu lui a consegnarlo a Gapon. Infine, il nome di Gapon non fu trovato tra quelli dei 35.000 agenti, collaboratori e infiltrati contenuti negli archivi dell'Ochrana, aperti ed esaminati nel 1924, né mai, prima e dopo la caduta dello zarismo, alcun dirigente della polizia segreta affermò che Gapon fosse stato un suo agente.